# Милфорд (Њујорк)
Милфорд (енгл. Milford) град је у америчкој савезној држави Њујорк.

## Демографија
По попису из 2010. године број становника је 415, што је 96 (-18,8%) становника мање него 2000. године.
| Група             | 2000.       | 2010.       |
| Белци             | 483 (94,5%) | 388 (93,5%) |
| Афроамериканци    | 1 (0,2%)    | 5 (1,2%)    |
| Азијати           | 5 (1,0%)    | 5 (1,2%)    |
| Хиспаноамериканци | 11 (2,2%)   | 7 (1,7%)    |
| Укупно            | 511         | 415         |